# La Plume
Pour les articles homonymes, voir Plume.
La Plume est une revue littéraire et artistique française fondée en avril 1889 par Léon Maillard et Léon Deschamps, qui la dirigea durant 10 années. Dans ses locaux du no 31 de la rue Bonaparte à Paris est organisé le salon des Cent. Karl Boès en prend la direction en 1900 et la revue disparaît en 1914.

## Histoire du périodique
Dès son premier numéro daté 15 avril 1889, La Plume s’affiche avec la farouche volonté de promouvoir tous les talents artistiques sans limitation, avec comme devise : « Pour l’Art ! ». Le premier numéro est publié avec l'aide de René Ponsard qui avance le coût de l'impression, soit 1 500 francs. Cette revue, Deschamps la veut au service des jeunes écrivains et artistes. Son secrétaire de rédaction est Paul Redonnel. Est nommé gérant Léon Maillard, un ami de Deschamps, qui renonce à son mandat en 1890 après un procès fait à la revue pour publication jugée obscène, mais demeure le principal conseiller artistique de la revue. Les premiers locaux sont au 36 boulevard Arago. On y compte de jeunes collaborateurs comme Fernand Clerget.

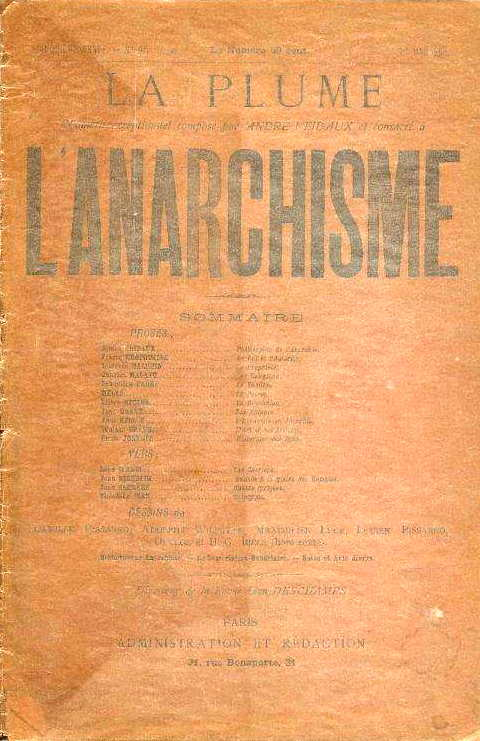
Couverture du n° 97, daté 1 mai 1893, sur l'anarchisme.

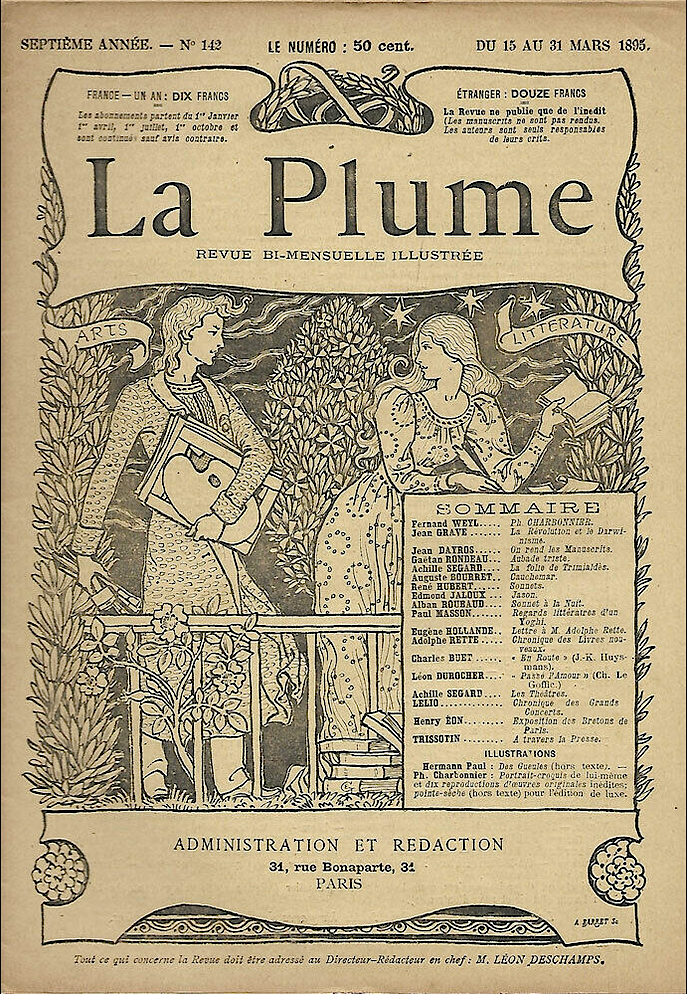
Couverture signée Eugène Grasset, 15 mars 1895.

En janvier 1891, la revue Art et Critique, fondée en juin 1889 par Jean Jullien (1854-1919), est absorbée par La Plume. Paul Redonnel est alors malade et loin de Paris et est remplacé par les deux secrétaires de direction d'Art et Critique. Cette revue eut 11 numéros début 1892, après un an d'absence, preuve que cette union n'a pas bien fonctionné, mais cette reprise fut courte. En septembre 1889 est lancé par Maillard les réunions du « salon de la Plume », le samedi soir au café de Fleurus, puis plus tard au caveau du Soleil d'or.
Assez rapidement, La Plume obtient un vif succès en publiant des auteurs comme Paul Verlaine, Jean Moréas, Jules Laforgue, Léon Bloy, Stéphane Mallarmé, Mécislas Golberg, Tristan Klingsor, etc., issus pour la plupart du mouvement des symbolistes, dans ses aspects les plus radicaux.
Dès ses débuts, La Plume fait appel à des illustrations puis des dessins exécutés par de célèbres artistes : Willette, Forain, Eugène Grasset, Toulouse-Lautrec, Maurice Denis, Paul Gauguin, Pissarro, Signac, Seurat, Odilon Redon, etc. La couverture devient illustrée d'abord par Eugène Grasset, puis par Alfons Mucha.
Léon Deschamps crée des numéros spéciaux consacrés à des artistes ou des thèmes plus généraux. Par exemple, sur le Chat noir, sur le manifeste symboliste de Jean Moréas, sur l’anarchisme composé par André Veidaux, sur l'affiche illustrée (novembre 1893), sur Mucha, sur Eugène Grasset (avril 1894) ou bien encore sur l’occultisme.
C'est dans le hall du journal que fut créé par Deschamps et Maillard en février 1894 le Salon des Cent qui dure jusqu'en 1900, organisant des dizaines d'expositions.
La revue lance aussi une maison d'édition, Les éditions de La Plume, sise à la même adresse. En 1896, l'American Art Association of Paris (AAAP), qui regroupe étudiants et artistes américains vivant dans la capitale française et qui avait une galerie quai Voltaire, fait éditer un périodique, The Quartier Latin, a magazine devoted to the arts, dont la fabrication et la diffusion sont supervisées par les éditions de La Plume qui le vendent comme supplément à la revue. L'artiste Louis Rhead illustre l'affiche de lancement. Le même artiste illustre également l'affiche de lancement d'un autre supplément, Le Journal de la beauté (1897), également supervisé par les éditions de La Plume.

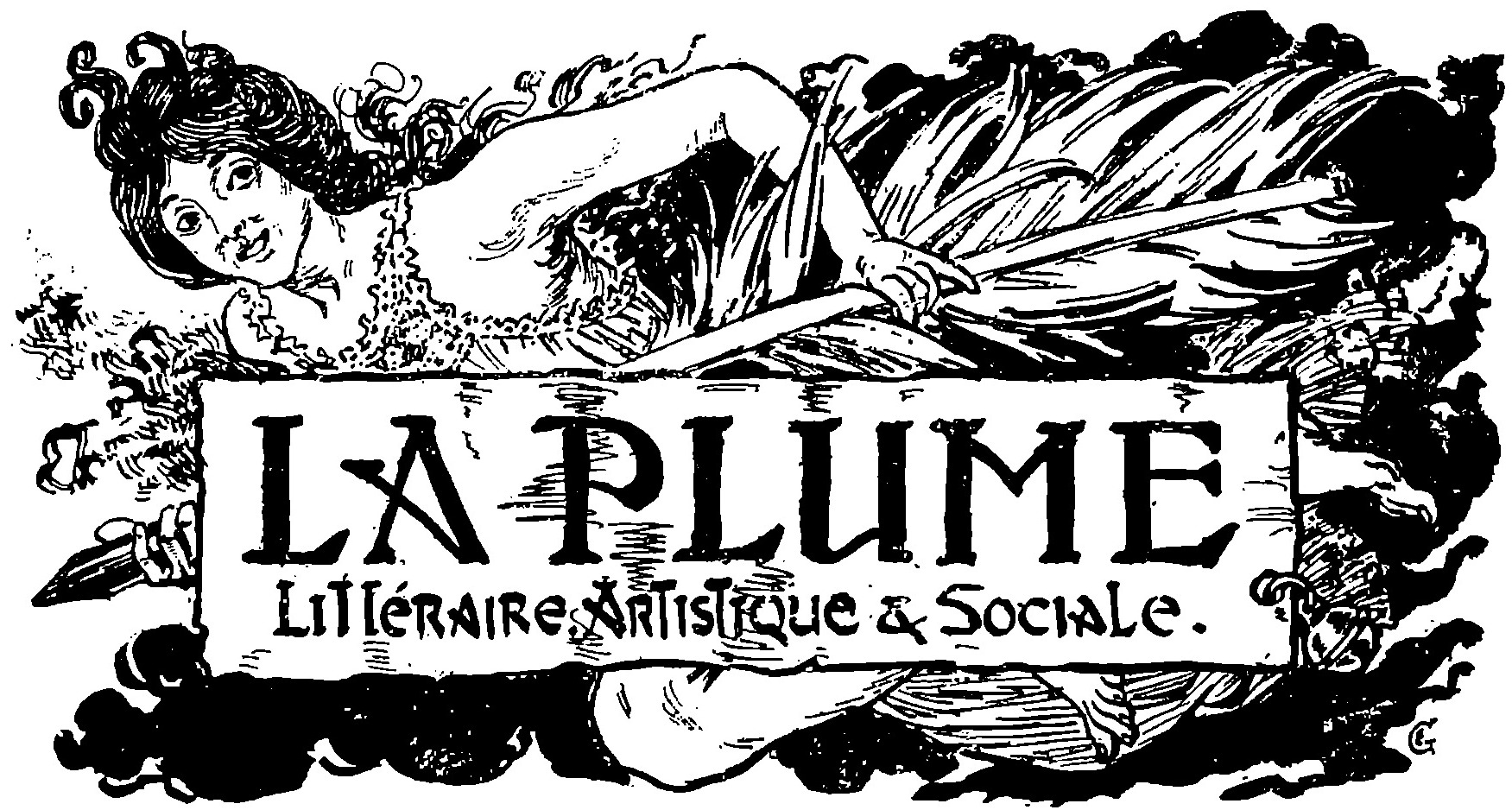
Année 1899. Réédition Slatkine, Genève, 1968

Deschamps meurt en décembre 1899 : Paul Ferniot et Paul Redonnel assurent l'intérim jusqu'en avril 1900, puis démissionnent et laissent Karl Boès prendre le relais jusqu'en septembre 1905. Sous sa direction, La Plume absorbe la revue L'Europe-artiste en février 1905 et il publie comme supplément Le Mentor à partir de 1903. 
En 1903, le premier prix Goncourt est attribué à l'auteur franco-américain qui contribuait à la revue, John-Antoine Nau pour son roman Force ennemie, entre fantastique et science-fiction.
Dans les années 1900, la revue continue à organiser des rencontres entre personnalités lors de soirées littéraires et artistiques bimensuelles au Caveau du Soleil d'or. Guillaume Apollinaire, Edmond-Marie Poullain, entre autres, s'y retrouvent.
La Plume ressuscite en novembre 1911 après une période difficile, sous la direction officieuse de René Le Gentil (1881-1963) et connaît une deuxième vie jusqu’au 15 août 1913, publiant même un supplément, La Boîte à sardines (1913). Une ultime livraison, avec le numéro 426, sort en janvier 1914.